# Loxoconcha amygdalanux
Loxoconcha amygdalanux is een mosselkreeftjessoort uit de familie van de Loxoconchidae. De wetenschappelijke naam van de soort is voor het eerst geldig gepubliceerd in 1981 door Bate & Gurney.